# The Undertaker (album)
The Undertaker è un album video del cantautore statunitense Prince, pubblicato nel 1994 dalla Warner Music Vision contenente la registrazione di una sessione di registrazione avvenuta il 14 giugno 1993 preso i Paisley Park Studios di Chanhassen, in Minnesota. Nata per essere un allegato alla rivista Guitar World, in seguito all'ostacolamento da parte della stessa Warner, la registrazione venne, quindi, utilizzata per il mercato home video.

## Tracce
1. The Ride – 10:54
2. Poor Goo – 4:26
3. Honky Tonk-Woman – 3:00
4. Bambi – 4:49
5. Zannalee (Prelude) – 0:44
6. The Undertaker – 9:50
7. Dolphin (Studio Version) – 3:40